# Floră

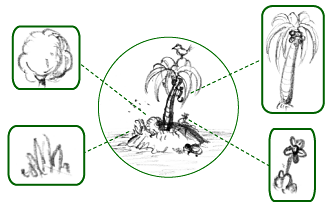
Flora

Flora reprezintă totalitatea plantelor (regnului vegetal) care cresc într-o anumită regiune sau areal geografic. Pe când fauna este termenul care se referă la totalitatea animalelor (regnul animal) care trăiește în regiune.
Termenul „Flora” provine din latină zeița romană a florilor și tinereții. 
Vegetația poate diferi după altitudine, sau regiune climatică, cantitatea de precipitații temperatură. Astfel există:
- Floră alpină
- Floră tropicală
- Floră ecuatorială
- Floră mediteraneană
- Floră polară

## Etimologie
Cuvântul „floră” provine din numele latin al Florei, zeița  plantelor,  florilor și fertilității în mitologia romană. Distincția dintre vegetație (aspectul general al unei comunități) și flora (compoziția taxonomică a unei comunități) a fost făcută de Jules Thurmann (1849). Până la investigațiile lui Jules Thurmann, nu se făcea diferență între termini. 

## Clasificarea florei
Flora Romaniei